# Валдіс Муйжнієкс
Валдіс Муйжнієкс (22 лютого 1935 — 29 листопада 2013) — радянський баскетболіст.
Срібний призер Олімпійських Ігор 1956, 1960, 1964 років.
Чемпіон Європи 1957, 1959, 1961 років.